# José Álvarez de Toledo y Gonzaga
José Álvarez de Toledo y Gonzaga (Madrid, 16 de juliol de 1756 - Sevilla, 9 de juny de 1796), XV Duc de Medina-Sidonia, XI Marquès de Villafranca del Bierzo, XI Marquès dels Vélez i Príncep de Paternò, va ser Camarlenc del Rei Carles IV, Inquisidor General a Sevilla i un dels principals mecenes de l'artista Francisco de Goya.

## Vida i família
Va néixer a Madrid el 1756, fill d'Antonio Álvarez de Toledo y Pérez de Guzmán, XI marquès de Villafranca, i de María Antonia Gonzaga i Caracciolo. Als 13 anys, era duc de Fernandina com a hereu de la Casa de Villafranca del Bierzo, i va obtenir el càrrec de gentilhome de cambra del Rei. Va arribar a ser camarlenc de Carles IV, però el fracassat intent del seu amic Alejandro Malaspina per expulsar el favorit de la Reina Maria Lluïsa, Manuel Godoy, va provocar un primerenc final a la carrera política del duc.
Va heretar tot el patrimoni del seu pare junt amb el del seu cosí, Pedro d'Alcántara Pérez de Guzman y Pacheco, XIV duc de Medina-Sidonia, que va morir sense descendència. Es va casar amb la seva cosina Cayetana de Silva y Álvarez de Toledo, XIII duquessa d'Alba, perquè el ducat d'Alba es mantingués en la família Álvarez de Toledo. Amb aquest casament, els ducs es van convertir una de les parelles més riques i amb més títols del regne, en compentencia directa amb els Ducs d'Osuna. Tanmateix, el pla matrimonial que uniria en els seus descendents la Casa de Medina-Sidonia i la Casa d'Alba no va donar resultat, per la primerenca mort de duc el 1796 sense descendència, passant els seus títols al seu germà Francisco de Borja Álvarez de Toledo y Gonzaga.
Durant la seva estada a la cort, va entrar a formar part del cercle del culte Infant Gabriel, per la qual cosa es va fer protector d'artistes, com a Joseph Haydn i Francisco de Goya. Va construir el Palau de Buenavista a Madrid, on la seva dona va establir una cort paral·lela a la de la Reina Maria Lluïsa i va reunir una importantíssima col·lecció d'art que avui en dia està repartit entre el Palau de Medina Sidonia i el Palau de Liria. A més va obtenir el Toisón d'Or, la Gran Cruz de l'Ordre de Carles III i va ser nomenat, el 1791, Inquisidor General de Sevilla. Es va traslladar a viure al seu palau sevillà, on va exercir el seu càrrec i va morir el 1796.